# Serie Tres Naciones
La Serie Tres Naciones, conocida como Hero Tri-Nation Series por razones de patrocinio, es una competición de fútbol a nivel de selecciones nacionales organizada por la All India Football Federation inaugurada en 2017 para reemplazar a la Copa Nehru donde participan tres equipos.
Es un torneo por invitación de preparación para la selección de India antes de su participación en competiciones internacionales.

## Ediciones anteriores
| Año  | Sede          | Campeón | Subcampeón             | Tercer Lugar |
| ---- | ------------- | ------- | ---------------------- | ------------ |
| 2017 | Mumbai, India | India   | San Cristóbal y Nieves | Mauricio     |
| 2023 | Imphal, India | India   | Birmania               | Kirguistán   |

## Títulos por equipo
| Rank               | País                   | Oro | Plata | Bronce | Total |
| ------------------ | ---------------------- | --- | ----- | ------ | ----- |
| 1                  | India                  | 2   | 0     | 0      | 2     |
| 2                  | Birmania               | 0   | 1     | 0      | 1     |
| 2                  | San Cristóbal y Nieves | 0   | 1     | 0      | 1     |
| 4                  | Kirguistán             | 0   | 0     | 1      | 1     |
| 4                  | Mauricio               | 0   | 0     | 1      | 1     |
| Totales (5 países) | Totales (5 países)     | 2   | 2     | 2      | 6     |